# Tyne (Écosse)
La Tyne est un fleuve écossais. Il prend sa source dans les Moorfoot Hills (en) dans le Midlothian, près de Tynehead, vers le sud d'Édimbourg. Il s'écoule ensuite sur une cinquantaine kilomètres dans une direction nord-est et se jette dans la mer du Nord près de Belhaven.